# Leptogaster decellei
Leptogaster decellei är en tvåvingeart som beskrevs av H. Oldroyd 1968. Leptogaster decellei ingår i släktet Leptogaster och familjen rovflugor.
Artens utbredningsområde är Elfenbenskusten. Inga underarter finns listade i Catalogue of Life.